# Combattimento dei Trenta

Bandiera attribuita ai cavalieri bretoni e francesi al Combattimento dei Trenta nel 1351, durante la Guerra di successione bretone

Il Combattimento dei trenta (26 marzo 1351) (in lingua bretone Emgann an Tregont)  fu un episodio della Guerra di successione bretone combattuta per stabilire chi avrebbe dovuto comandare sul Ducato di Bretagna. Fu un combattimento organizzato tra contendenti scelti da entrambi gli schieramenti del conflitto, combattuto in un sito a metà strada tra i castelli bretoni di Josselin e Ploërmel tra 30 cavalieri e scudieri da entrambe le parti. La sfida venne lanciata da Jean de Beaumanoir, un capitano di Carlo di Blois supportato da re Filippo VI di Francia, a Robert Bemborough, un capitano di Jean de Montfort sostenuto da Edoardo III d'Inghilterra.
Dopo una dura battaglia, la fazione franco-bretone di Blois ne uscì vittoriosa. Il combattimento fu in seguito celebrato da cronisti e menestrelli medievali come una nobile dimostrazione degli ideali di cavalleria. Nelle parole di Jean Froissart, i guerrieri "si ritenevano valorosi, da entrambe le parti, come se fossero stati tutti Orlando e Oliviero".

## Antefatto e cause
La guerra di successione bretone fu una lotta tra la casata di Montfort e quella di Blois per il controllo del ducato di Bretagna. Venne assorbita dalla più grande Guerra dei cent'anni tra Francia e Inghilterra, con l'Inghilterra che sosteneva i Montforts e la Francia la famiglia Blois. Al momento del torneo, la guerra era in stallo, con entrambe le fazioni che controllavano roccaforti in diverse località della Bretagna, ma occasionalmente facendo sortite nel territorio dell'avversario.
Robert Bemborough, un cavaliere che guidava la fazione dei Montfort che controllava Ploërmel, fu sfidato a singolar tenzone da Jean de Beaumanoir, il capitano della vicina Josselin, controllata dalla fazione di Blois. Secondo il cronista Froissart, questo duello puramente individuale tra i due capi fazione divenne una lotta più ampia quando Bemborough propose un torneo tra venti o trenta cavalieri per parte, una proposta che fu accettata entusiasticamente da de Beaumanoir.
La motivazione per il torneo non è chiara. Le prime fonti scritte lo presentano come un esercizio puramente cavalleresco, creato per onorare le donne per le quali i cavalieri stavano combattendo, riferendosi a Giovanna di Penthièvre (Casa di Blois) e Giovanna di Fiandra (Casa di Montfort). Queste donne stavano conducendo le due fazioni poiché il marito di Giovanna di Penthièvre era stato fatto prigioniero e quello di Giovanna di Fiandra era morto (suo figlio era un bambino all'epoca). Questo è il resoconto dato dai cronisti contemporanei Jean Le Bel e Jean Froissart, entrambi i quali presentano il conflitto come una questione puramente d'onore senza alcuna animosità personale. Le Bel afferma di aver avuto le sue informazioni da uno dei combattenti. Froissart sembra semplicemente copiare la versione di Le Bel.

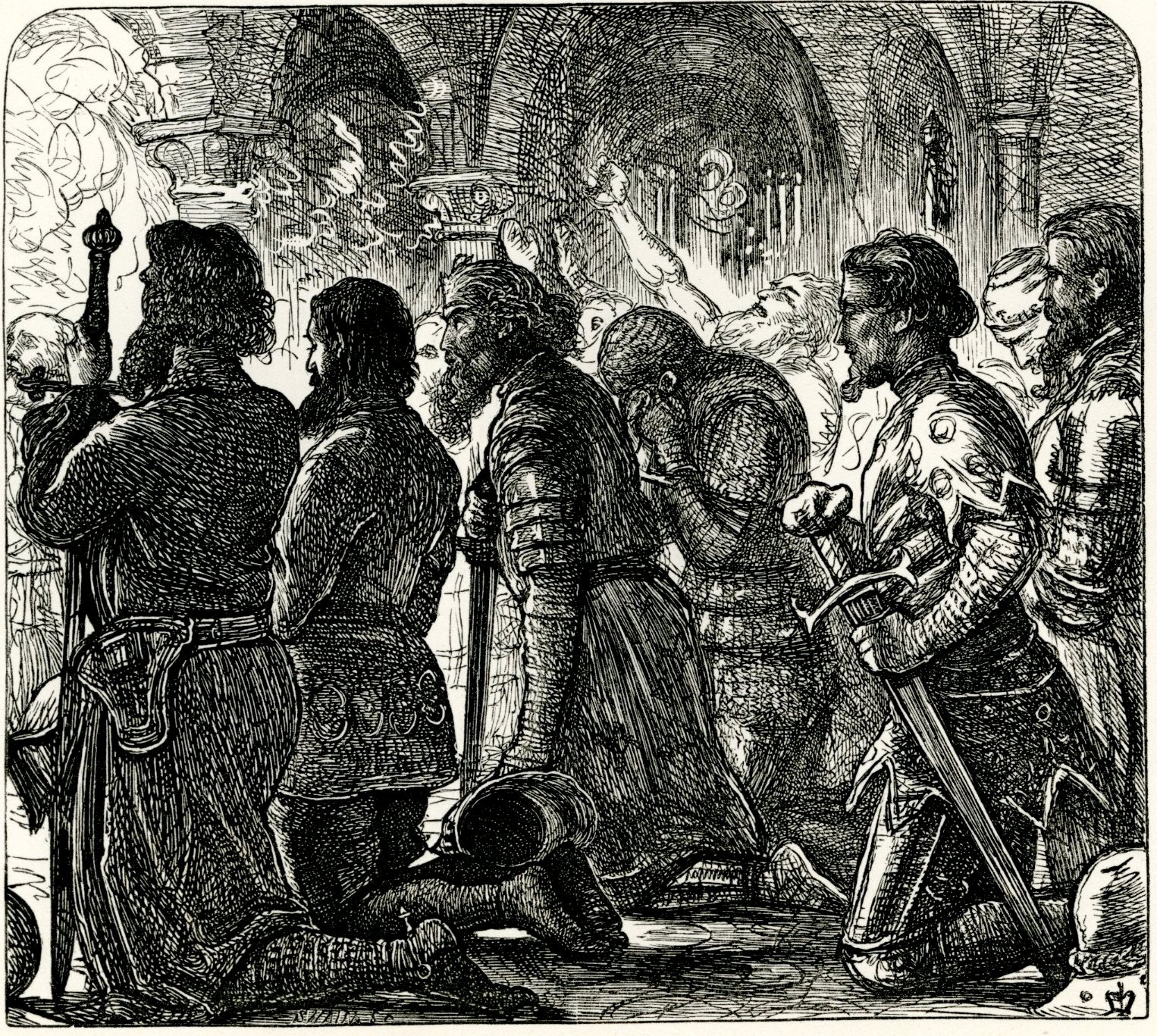
I cavalieri di Beaumanoir inginocchiati in preghiera prima della battaglia. Illustrazione di J.E. Millais per una traduzione di Tom Taylor, dal bretone della ballata Barzaz Breiz

Tuttavia, le ballate popolari ritraevano la causa in modo diverso. La prima di queste, scritta da un ignoto sostenitore locale della fazione di Blois, raffigura Bemborough e i suoi cavalieri come spietati cacciatori della popolazione locale, che aveva chiesto aiuto a Beaumanoir. Beaumanoir è raffigurato come un eroe che viene in aiuto degli indifesi. Il poeta dipinge Beaumanoir come un modello di pietà cristiana, che mette la sua fede in Dio, in contrasto con Bemborough che si affida alle Prophetia Merlini. Questa versione era standardizzata nella Storia dei Bretoni di Pierre Le Baud, scritta un secolo dopo, in cui la presunta crudeltà di Bemborough è spiegata dal suo desiderio di vendicare la morte di Thomas Dagworth.
Qualunque sia stata la causa, la lotta venne organizzata sotto forma di "un'impresa" - un organizzato pas d'armes - che ebbe luogo in una zona nota come "chêne de Mi-Voie" (rovere a metà strada) tra Ploërmel e Josselin, tra combattenti scelti. Fu organizzata alla maniera di un torneo, con rinfreschi a disposizione e un grande raduno di spettatori. Si suppone che Bemborough abbia detto:
Proviamo a fare un'impresa della quale la gente parlerà in futuro nelle sale, nei palazzi, nei luoghi pubblici e in altre parti del mondo.
Le parole vennero registrate da Froissart: "il detto potrebbe non essere autentico" e Johan Huizinga commentò, "ma ci dice quello che era il pensiero di Froissart".
Beaumanoir comandava trenta bretoni, Bemborough una forza mista di venti inglesi (inclusi Robert Knolles e Hugh Calveley), sei mercenari tedeschi e quattro bretoni partigiani di Montfort. Non è chiaro se lo stesso Bemborough fosse inglese o tedesco. Il suo nome è scritto in molte varianti, ed è dato come "Brandebourch" da Froissart, e appare anche come "Bembro". Il suo primo nome viene talvolta dato come Robert, a volte come Richard. Sia Le Bel che Froissart dicono che era un cavaliere tedesco, ma gli storici ne hanno dubitato. Tutti i cavalieri della fazione di Blois possono essere identificati, sebbene il nome dato di Jean de Beaumanoir sia "Robert" in alcune versioni. I nomi e le identità dei monfortisti sono molto più confusi e incerte.

## Battaglia

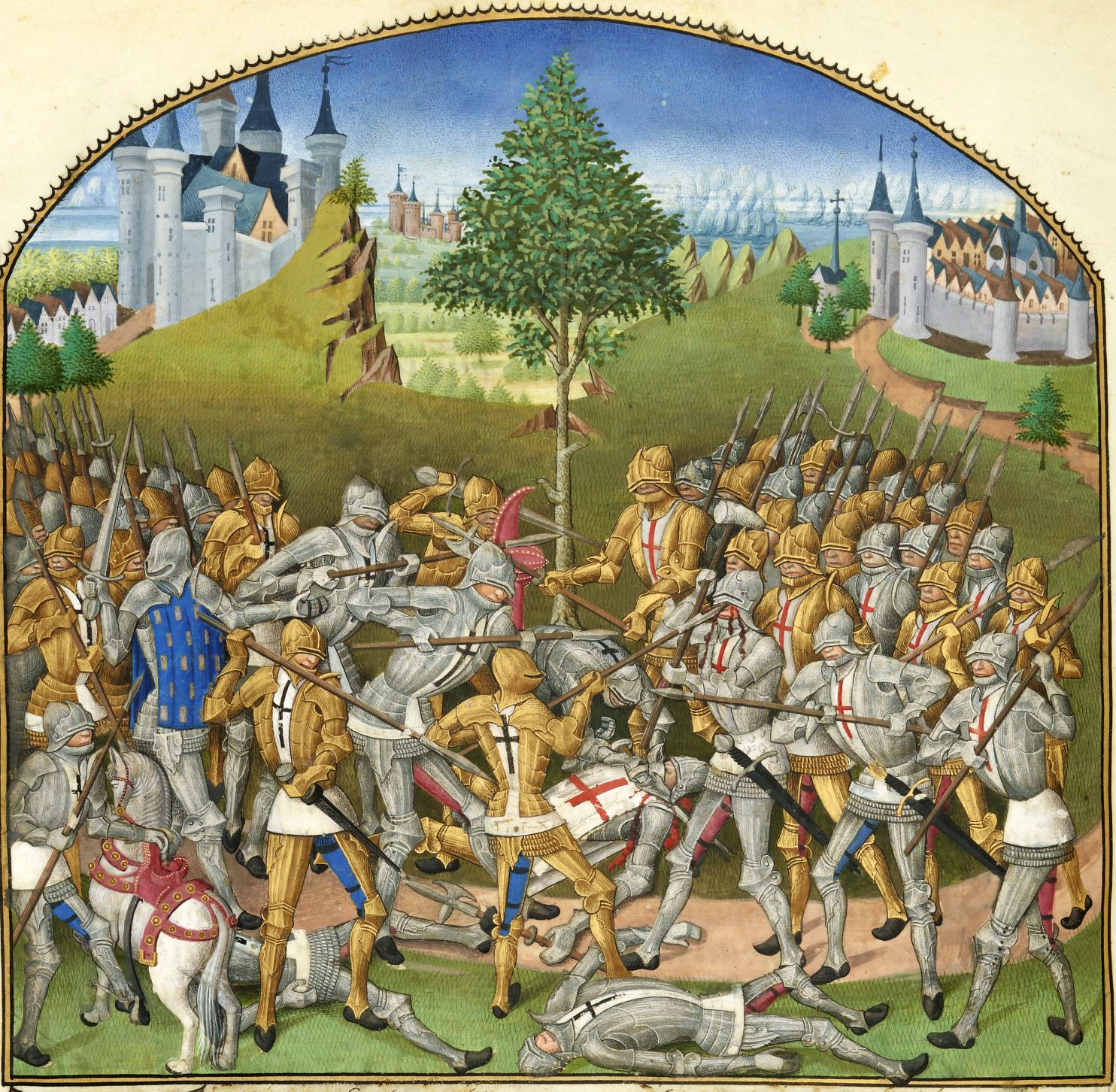
Combat des Trente: un manoscritto miniato Compillation des cronicques et ystoires des Bretons (1480), di Pierre Le Baud. Le due roccaforti di Ploërmel e Josselin sono fantasiosamente raffigurate l'una vicina all'altra.

La battaglia venne combattuta con spade, pugnali, lance e asce, con cavalieri montati o a piedi, con grande ardimento, nei suoi dettagli molto reminiscente dell'ultimo combattimento dei Burgundi ne "La canzone dei Nibelunghi", specialmente nel celebre consiglio di Geoffroy du Bois al suo capitano ferito, che chiedeva acqua: "Bevi il tuo sangue, Beaumanoir, passerà la tua sete "(Bois ton sang, Beaumanoir, la soif te passera).
Secondo Froissart, la battaglia fu combattuta con grande galanteria da entrambe le parti. Dopo diverse ore di combattimenti c'erano quattro morti sul lato francese e due sul lato inglese. Entrambe le parti erano esauste e accettarono una pausa per il rinfresco e il bendaggio delle ferite. Dopo la ripresa della battaglia, il capo inglese Bemborough fu ferito e poi ucciso, apparentemente dal du Bois. A questo punto la fazione inglese formò un corpo difensivo stretto, che i francesi attaccarono ripetutamente. Si dice che un soldato tedesco di nome Croquart abbia mostrato le più grandi prodezze nel radunare la difesa anglo-bretone.
Alla fine, la vittoria fu decisa da Guillaume de Montauban, uno scudiero che montò a cavallo e cavalcò contro la linea inglese, rompendola. Disarcionò sette dei campioni inglesi, e gli altri furono costretti ad arrendersi. Tutti i combattenti su entrambi i fronti erano morti o gravemente feriti, con nove morti dalla parte inglese. I prigionieri furono ben trattati e rilasciati dietro pagamento di un piccolo riscatto.

## Reputazione
Anche se il combattimento non ebbe alcun effetto sul risultato della guerra di successione bretone, venne  considerato dai contemporanei come un esempio della più bella cavalleria. Fu cantato da trovatori, raccontato nelle cronache di Froissart e in gran parte ammirato, e onorato nei versi e nelle arti visive. Un cippo commemorativo venne posto nel luogo del combattimento situato tra Josselin e Ploermel e il re Carlo V di Francia commissionò un arazzo raffigurante la battaglia. La fama attribuita a coloro che parteciparono fu tale che vent'anni dopo Jean Froissart notò un sopravvissuto sfregiato, Yves Charruel, al tavolo di Carlo V, dove fu onorato più di tutti gli altri, essendo stato uno dei Trenta.
Secondo lo storico Steven Muhlberger, questa versione cavalleresca si concentra su "come è stato fatto l'atto e non su chi lo vinse. Sulla volontà di tutti gli interessati di accettare le regole e di osservarle realmente, di combattere al meglio e di non fuggire quando feriti o in pericolo di essere catturati fu il punto centrale - ed entrambe le parti si mostrarono altrettanto degne al riguardo."
Successivamente, il combattimento venne visto in termini molto diversi, influenzato dalla più famosa delle ballate popolari contemporanee sull'argomento. In questa versione i cavalieri inglesi erano cattivi, e la fazione di Blois leale e degna. Il poeta elenca ogni combattente su entrambi i fronti (sebbene compaiano diversi nomi inglesi). Egli colloca la fazione franco-bretone di Blois costituita da tutta la nobiltà e l'aristocrazia locale che svolgeva il proprio dovere sociale di proteggere il popolo, giustificando così, scrive Muhlberger, "i privilegi dei nobili considerati coraggiosi difensori dei deboli". I monfortisti erano una miscela di mercenari e briganti stranieri che "tormentavano i poveri". Dopo che la Bretagna venne annessa al regno di Francia, questa versione venne incorporata nei resoconti nazionalisti francesi della guerra dei cent'anni, e descritta come una lotta eroica contro gli invasori stranieri che cercavano di violare la Francia. Poiché la fazione francese aveva perso la stessa guerra di successione, il combattimento fu promosso come una vittoria simbolica e morale. Un grande obelisco monumentale fu commissionato da Napoleone nel 1811 per essere collocato nel luogo della battaglia, ma non fu costruito durante il suo regno. Fu infine eretto nel 1819 dal re borbonico restaurato Luigi XVIII, dopo la caduta di Napoleone, con un'iscrizione che recitava:
(Iscrizione nel monumento.)
Sebbene il combattimento avesse un significato molto minore per gli inglesi, il fatto che fosse stato vinto perché un combattente era montato a cavallo per rompere la linea anglo-bretone fu in seguito interpretato come una prova che i franco-bretoni avevano imbrogliato. Edward Smedley, nella sua History of France (1836) afferma che la manovra "porta qualche parvenza di tradimento". Questa versione venne romanzata da Arthur Conan Doyle nel suo romanzo storico Sir Nigel, in cui Bemborough (chiamato Richard of Bambro nel romanzo) accetta le regole della sfida in uno spirito cavalleresco ma i franco-bretoni vincono solo perché Montauban, indicato come scudiero di Beaumanoir, monta il suo cavallo, quando il conflitto doveva essere a piedi, e cavalca contro gli inglesi, calpestandoli.
Una libera traduzione inglese in versi della ballata fu scritta da Harrison Ainsworth, che diede il nome del capo inglese come "Sir Robert Pembroke" che è ritratto in modo fantasioso come il capo inglese dopo la morte di Thomas Dagworth. Ainsworth sosteneva che "Bembro" era originariamente "Pembroke" per il fatto che la versione del nome in lingua bretone era "Pennbrock". "Penn brock" significa "testa di tasso" in bretone, che era diventato un soprannome dispregiativo per Bemborough nelle ballate bretoni.

## Combattenti
Questi sono i nomi dei cavalieri, come elencati nella traduzione del poema di Ainsworth, anche se ce ne sono in realtà 31 dalla parte inglese.
| Forze franco-bretoni Cavalieri - Sir Jean de Beaumanoir, Constabile di Bretagna, Governatore di Josselin - Sir Olivier Arrel - Sir Caron de Bosdegas - Sir Geoffroy du Bois - Sir Yves Charruel - Sir Guy de Rochefort - Sir Jean Rouxelot - Sir Robin Raguenel - Sir Huon de Saint-Hugeon - Sir Jean de Tinténiac Scudieri - Geoffroy de Beaucorps - Hughes Capus-le-Sage - Olivier de Fontenay - Louis de Goyon - Alain de Keranrais - Guillaume de la Lande - Guillaume de la Marche - Geoffroy de Mellon - Guillaume de Montauban - Olivier de Monteville - Maurice du Parc - Tristan de Pestivien - Guyon de Pontblanc - Geoffroy Poulard - Simonet Pachard - Geoffroy de la Roche - Jean de Serent - Alain de Tinténiac - Maurice de Tréziguify - Geslin de Trésiguidy | Forze anglo-bretoni Cavalieri - Sir Robert Bemborough, capitano di Ploërmel - Sir Robert Knolles - Sir Thomas Billefort - Sir Thomas Walton - Sir Hugh Calveley - Sir Hervé Laxaualan - Sir Richard Lalande Scudieri e uomini in armi - John Plesington - Richard Gaillard - Hughes Gaillard - Huceton Clemenbean - Hennequin de Guenchamp - Renequin Hérouart - Hennequin Le Mareschal - Raoulet d'Aspremont - Gaultier l'Alemant - Bobinet Melipart - Jean Troussel - Robin Adès - Perrot Gannelon - Guillemin-le-Gaillard - Jennequin Taillard - Rango-le-Couart - Raoul Prévot - Dardaine - Repefort - Croquart the German - Isannay - Dagworth (nipote di Sir Thomas Dagworth) - Helichon - Helecoq |

La parte inglese ebbe nove morti in totale e i restanti vennero catturati. La parte franco-bretone perse almeno tre uomini e probabilmente di più. Alcuni di loro furono catturati durante i combattimenti, ma furono rilasciati al termine del conflitto.